# Eleutherodactylus cochranae
Espèce
Synonymes
- Eleutherodactylus ramosi Rivero, 1959

Statut de conservation UICN

 LC  : Préoccupation mineure
Eleutherodactylus cochranae est une espèce d'amphibiens de la famille des Eleutherodactylidae.

## Répartition
Cette espèce est endémique des îles du banc de Porto Rico. Elle se rencontre du niveau de la mer jusqu'à 335 m d'altitude aux îles Vierges américaines, aux îles Vierges britanniques et à Porto Rico.

## Description
Les femelles mesurent jusqu'à 21 mm.

## Étymologie
Cette espèce est nommée en l'honneur de Doris Mable Cochran.

## Taxinomie
Eleutherodactylus ramosi a été placée en synonymie avec Eleutherodactylus cochranae par Joglar et Rivero en 1986.

## Publication originale
- Grant, 1932 : A new frog from the Virgin Islands. Journal of the Department of Agriculture Puerto Rico, vol. 16, p. 325-326.